# Britta Haßelmann
Britta Haßelmann, née le 10 décembre 1961, est une femme politique allemande de l'Alliance 90/Les Verts qui est coprésidente du groupe parlementaire au Bundestag depuis 2021, aux côtés de Katharina Dröge. Elle est membre du Bundestag depuis 2005.

## Biographie
Elle est née à Straelen et étudie ensuite le travail social à l'université de Bielefeld.

## Parcours politique

### Débuts
Britta Haßelmann devient membre du Parti vert en 1994. Elle appartient à l'aile réaliste du parti. De 2000 à 2006, elle est, aux côtés de Frithjof Schmidt, coprésidente du Parti vert en Rhénanie-du-Nord-Westphalie, la plus grande section du parti. Pendant cette période, son parti est dans un gouvernement de coalition avec le Parti social-démocrate sous la direction du ministre-président Wolfgang Clement.

### Au Bundestag
Haßelmann est membre du Bundestag depuis les élections fédérales de 2005, représentant Bielefeld. De 2005 à 2017, elle siège au comité des finances. En 2009, elle rejoint également le Conseil des anciens, qui détermine les points quotidiens de l'ordre du jour législatif et désigne les présidents de comités en fonction de la représentation du parti. 
À partir de 2017, elle siège au Comité de l'examen des élections, de l'immunité et du Règlement intérieur ainsi qu'au Comité de l'élection des juges, qui est chargé de nommer les juges à la Cour constitutionnelle fédérale d'Allemagne. 
Au sein de son groupe parlementaire, Haßelmann occupe le poste de whip en chef de 2013 à 2021, sous la direction des coprésidents du groupe, Katrin Göring-Eckardt et Anton Hofreiter. Dans les négociations, infructueuses, pour former un gouvernement de coalition Jamaïque avec les démocrates-chrétiens — à la fois l'Union chrétienne-démocrate (CDU) et l'Union chrétienne-sociale de Bavière (CSU) — et le Parti libéral-démocrate après les élections de 2017, elle fait partie de la délégation de son parti.
À partir de 2018, Haßelmann fait partie d'un groupe de travail interparti sur une réforme du système électoral allemand, présidé par Wolfgang Schäuble.
Le 7 décembre 2021, elle est élue co-présidente du groupe des Verts au Bundestag avec 98 % des voix. Le 24 mars 2025, elle est réélue à cette fonction avec 90,4 % des voix.